# Sinéad O'Connor
Sinéad O'Connor (/ʃɪˈneɪd oʊˈkɒnəɹ/), nascuda Sinéad Marie Bernadette O'Connor (Glenageary, comtat de Dublín, 8 de desembre de 1966 - Londres, 26 de juliol de 2023) i coneguda posteriorment amb els noms de Magda Davitt i Shuhada' Sadaqat, va ser una cantant i compositora irlandesa.
El 1987 va debutar amb el seu àlbum The Lion and the Cobra, que es va classificar internacionalment. El seu segon àlbum, I Do Not Want What I Haven't Got, va rebre crítiques entusiastes després del llançament i es va convertir en el seu major èxit, venent més de set milions de còpies a tot el món. El seu senzill principal, "Nothing Compares 2 U", escrit per Prince, va ser nomenat el senzill número u mundial l'any 1990 pels Billboard Music Awards i ha estat l'èxit més gran de la seva carrera com a cantant.
Ha publicat deu àlbums d'estudi: Am I Not Your Girl? (1992) i Universal Mother (1994) van arribar a ser or al Regne Unit, Faith and Courage (2000) va rebre l'estatus d'or a Austràlia, i Throw Down Your Arms (2005) va ser or a Irlanda. El seu treball també inclou cançons per a pel·lícules, col·laboracions amb molts altres artistes i aparicions en concerts de recaptació de fons benèfics. Les seves memòries del 2021 Rememberings van ser un best-seller.
O'Connor va ser elogiada en els seus inicis per la seva veu única i per l'originalitat de les seves cançons, i també va destacar pel seu aspecte amb el cap rapat. Al llarg de la seva carrera musical, ha estat desacomplexadament sincera i oberta sobre el seu viatge espiritual, activisme, opinions sociopolítiques, així com els seus traumes i lluites per la salut mental.
El 27 de juliol de 2023 The Irish Times va anunciar la seva mort, la qual es va produir el dia 26 del mateix mes. En el moment de la noticia es desconeixien els detalls i la causa del seu decés.

## Biografia
És la tercera de cinc criatures; els seus germans són l'escriptor Joseph, Eimear, John i Eoin. Els seus pares van ser Sean O'Connor, un enginyer estructural que després es va convertir en advocat i president del Divorce Action Group, i Johanna Marie O'Grady, modista, casats el 1960. El 1979 Sinéad va deixar la seva mare i se'n va anar a viure amb el seu pare i la seva nova esposa. Com a conseqüència dels seus furts i de l'absentisme escolar, als 15 anys va ingressar en un asil de les Magdalenes i s'hi va estar durant divuit mesos. Allà, una de les monges es va adonar que la música la podria beneficiar i va comprar-li una guitarra i trobar-li una professora. La cantant afirma que descobrir la música va ser la seva salvació. Va començar a cantar amb bandes locals als 14 anys
La mare de Sinéad va morir en un accident de cotxe el 10 de febrer de 1985 quan va perdre el control del seu cotxe en una carretera gelada i es va estavellar contra un autobús, quan Sinéad tenia divuit anys. En una carta pública de 1993 Sinéad va repetir les acusacions d'abús per part dels seus pares quan era petita que ja havia fet en diverses entrevistes. El seu germa Joseph va defensar el seu pare però va estar d'acord amb relació a l'"abús extrem i violent, tant emocional com físic" de la seva mare, fins i tot de caràcter sexual.

## Controvèrsies
Va estar embolicada en diversos escàndols oposant-se a l'Església Catòlica Romana, a partir del moment en què va estripar una fotografia del papa Joan Pau II durant una actuació en el programa de televisió Saturday Night Live el 1992, i que esdevingué un dels actes de protesta més notables d'aquella dècada dalt d'un esceneri. En aquesta actuació va cantar una versió a cappella de "War" de Bob Marley, que pretenia ser una protesta contra l'abús sexual dels infants a l'Església Catòlica, fent referència a l'abús infantil en lloc del racisme. L'incident va ocórrer nou anys abans que Joan Pau II reconegués l'abús sexual a l'Església. Entre les reaccions a aquest fet, hi va haver cremades públiques dels seus discs als carrers, el fet que se la vetés de per vida a la cadena NBC o les crítiques per part de Joe Pesci, Madonna i Frank Sinatra.
El 1999 va ser ordenada sacerdotessa per l'Església Tridentina Llatina, una secta que no és reconeguda per l'Església Catòlica Romana. Sinéad parla constantment sobre qüestions relacionades amb l'abús infantil, els drets humans, l'antiracisme, la religió organitzada i els drets de les dones. El 2017, O'Connor va canviar el seu nom a Magda Davitt; després de convertir-se a l'Islam el 2018, el va canviar a Shuhada' Sadaqat. No obstant això, continua gravant i actuant amb el nom de Sinéad O'Connor.
El 1997 va rebre una amenaça de mort dies abans del concert benèfic que tenia previst fer a Jerusalem i que havia de ser una crida a la creació d'una capital palestina a la ciutat. Sinéad, aleshores budista i mare de dues criatures, finalment va cancel·lar l'actuació.
Parlant de la seva relació amb Prince en una entrevista amb l'emissora noruega NRK el novembre de 2014, va dir: "Em vaig trobar amb ell un parell de vegades. No ens vam entendre gens. De fet, vam tenir una baralla". Després de "Nothing Compares 2U" l'artista estatunidenc va convocar-la a casa seva per conèixer-se, on va recriminar-li que digués males paraules a les entrevistes i es va posar violent, fet que va provocar que ella hagués de fugir de casa seva a les 5 del matí. En una entrevista de 2004, Sinéad va afirmar que la història havia estat "molt exagerada per la premsa" i es va referir a ell com "un noi dolç". A les seves memòries del 2021, Rememberings, va descriure en detall la seva reunió amb Prince: el fet que el seu majordom li servís sopa repetidament malgrat ella no en volgués, que ell la colpegés amb un objecte dur col·locat en una funda de coixí després de voler fer una lluita de coixins i el fet que la perseguís amb el seu cotxe després que ella abandonés la mansió.

## Vida personal
Si bé el seu cap rapat va ser inicialment una afirmació contra les opinions tradicionals envers les dones, anys més tard, Sinéad va dir que havia començat a deixar-se créixer el cabell altra vegada, però que després que li preguntéssin si era Enya, se'l va tornar a afaitar. "No em sento jo mateixa si no tinc el cabell rapat. Així que fins i tot quan sigui vella, me'ls raparé." El 2015 va lluitar als tribunals per la custòdia dels seus fills petits, però el jutge va donar la raó a les seves exparelles i va perdre-la en favor dels pares de les criatures.
El 2017, va canviar el seu nom legal a Magda Davitt, dient en una entrevista que volia estar "lliure dels noms d'esclaus patriarcals. Lliure de les malediccions parentals". Amb relació a la seva conversió a l'islam l'octubre de 2018, primer va adoptar el nom de Shuhada' i abans de mitjan 2019 també va canviar el seu cognom de Davitt a Sadaqat.
Tot i que ha aparegut repetidament en llistes de persones famoses que són vegetarianes o veganes, ella mai no ho ha confirmat.
L'1 de juny de 2021 va publicar les seves memòries sota el títol Rememberings (en català, Remembrances: Escenes d'una vida complicada, Libros del Kultrum), i el va dedicar al personal i els pacients de l'Hospital Universitari Sant Patrick de Dublín, on va rebre tractament sovint. Neil McCormick, de The Daily Telegraph va dir-ne que eren unes "noves memòries valentes i iròniques" amb "humor i perspectiva". The Guardian va escriure que eren unes memòries "plenes de cor, humor i generositat notable".

### Matrimonis i maternitat
Sinéad és mare de tres fills i una filla: Jake, Roisin, Shane i Yeshua, cadascun d'ells d'un pare diferent. En una entrevista a The Guardian va dir: "Quatre fills de quatre homes diferents, només amb un dels quals em vaig casar, i em vaig casar amb tres homes més, cap dels quals és pare dels meus fills."
El 1988, va tenir el seu primer fill, Jake, amb el seu primer marit, el productor musical John Reynolds, que va coproduir diversos dels seus àlbums i amb qui es va casar el 1987. El 1991, va tenir un avortament després que les coses no funcionessin amb el pare, de qui es va separar; més tard va escriure la cançó "My Special Child" sobre aquesta experiència. Poc després del naixement de la seva filla Roisin el 1995, Sinéad i el pare de la nena, el periodista irlandès John Waters, van començar una llarga batalla per la custòdia que va acabar amb Sinéad acceptant que Roisin visqués a Dublín amb Waters. A mitjan 2001, Sinéad es va casar amb el periodista britànic Nick Sommerlad; el matrimoni va acabar el 2004. Va tenir el seu tercer fill, Shane, el 2004 amb el músic Donal Lunny, de qui es va separar poc després del naixement del nen. El 2006, va tenir el seu quart fill, Yeshua Francis Neil Bonadio, el pare del qual és Frank Bonadio. Sinéad es va casar per tercera vegada el 22 de juliol de 2010, amb el seu amic i col·laborador Steve Cooney, i a finals de març de 2011, va prendre la decisió de separar-se. El seu quart matrimoni va ser amb el terapeuta irlandès Barry Herridge; es van casar el 9 de desembre de 2011 a Las Vegas, però va acabar setze dies més tard i després d'haver "viscut junts només 7 dies". La setmana següent, el 3 de gener de 2012, Sinéad va publicar una altra sèrie de comentaris a Internet en el sentit que la parella s'havia reunit de nou. La nit de noces, ella va demanar-li que l'acompanyés a comprar una mica de cànnabis, ja que no beu, però van acabar en un lloc perillós on van oferir-li crac; Barry, assessor sobre drogues, va mostrar-se molt afectat pel fet, i Sinéad va preferir finalitzar la relació per no fer-lo infeliç: «Em vaig sentir com si visqués en un taüt. Seria un taüt per a tots dos i el vaig veure aixafat.» Tot i així, van continuar com a amics i no es van divorciar, i el 2014 es van planejar fer una renovació dels vots matrimonials, que finalment van decidir no fer.
El juny de 2015 va haver de suspendre tota la seva gira d'aquell any per cuidar del seu fill, que patia una greu malaltia, i supervisar-ne el tractament fins que es recuperés.
El 18 de juliol de 2015 va néixer el seu primer net, fruit del seu fill Jake Reynolds i la seva xicota Lia.
El 7 de gener de 2022, dos dies després que el seu fill Shane, de 17 anys, desaparegués de Newbridge, al comtat de Kildare, la policia el va trobar mort a Bray, al comtat de Wicklow. Sinéad va declarar que el seu fill, de qui va perdre'n la custòdia el 2013, havia estat en "vigilància de suïcidi" a l'hospital de Tallaght i havia "acabat amb la seva lluita terrenal". El gener de 2022, una setmana després del suïcidi del seu fill, va ser hospitalitzada per voluntat pròpia després d'una sèrie de tuits en què va indicar que volia llevar-se la vida.

### Salut
Sinéad ha estat notícia a causa dels seus trastorns mentals i diversos intents de suïcidi. Considera que "tenir un disc en el número u és el que va fer descarrilar la meva carrera i que trencar la foto em va tornar a redireccionar pel bon camí." Tot i que mai no ha deixat de cantar, va haver de fer-ho el 2003 quan les malalties mentals que patia van obligar-la a cuidar-se. L'any 2007 va revelar al programa The Oprah Winfrey Show que li havien diagnosticat un trastorn bipolar quatre anys enrere, i que havia intentat suïcidar-se el 8 de desembre de 1999 en el seu 33è aniversari. El 2014 va dir que havia rebut tres "segones opinions" i totes tres deien que no era bipolar. També se li ha diagnosticat un trastorn límit de la personalitat i un per estrès posttraumàtic complex.
El 2014 Sinéad va explicar que el seu quart marit, Barry Herridge, de qui estava separada, feia dos mesos que s'havia traslladat a casa seva per cuidar-la després que estigués molt malalta a causa de "pedres renals i diversos ensurts".
Després de patir problemes ginecològics durant més de tres anys, l'any 2015 va haver de sotmetre's a una histerectomia tres mesos després d'haver hagut de suspendre la seva gira per cuidar del seu fill malalt. Segons Sinéad, l'operació la va abocar a una depressió. Més tard, culparia la negativa de l'hospital a administrar-li la teràpia de reemplaçament hormonal després de l'operació com la principal raó dels seus problemes de salut mental en els anys posteriors, i va afirmar: "Vaig entrar a la menopausa quirúrgica. Les hormones estaven a tot arreu. Vaig esdevenir molt suïcida. Era un cas perdut."
Arran de la pèrdua de la custòdia dels seus dos fills petits, el novembre de 2015 va desfogar-se a Facebook en un seguit de missatges força obscurs on abocava les seves penes. Va confessar: "Una només pot aguantar fins a cert punt. I tot el que he aguantat aquesta setmana ha sigut extremadament cruel", i més endavant va fer un relat de la seva baixada als inferns i va acusar alguns membres de la seva família de provocar "una sèrie d'horribles traïcions", en referència a, entre altres qüestions, el fet que Donald Lunny, el pare de Shane, no li permetés acostar-se al nen. Sinéad parlava d'injustícies, dolors i crueltat, i afirmava que aquests membres de la seva família l'estaven "empenyent cap a la mort" i que haurien d'estar "avergonyits" pel seu comportament. Aleshores va anunciar que s'havia près una sobredosi i que estava en una habitació d'hotel en algun lloc d'Irlanda sota un nom fals, i acabava la nota lamentant-se: "Podria estar morta durant setmanes i ni els meus fills ni la meva família ho sabrien". Va ser localitzada més tard per la policia i va rebre atenció mèdica. Posteriorment va fer una publicació confirmant que estava bé, però que ho havia "perdut tot": "No tinc família. No tinc llar. No tinc feina."
Va patir una addicció al cannabis durant més de 30 anys, fins que el 2016 va anar a un centre de rehabilitació per posar-hi fi.
L'agost de 2017, va publicar un vídeo de 12 minuts a la seva pàgina de Facebook en què deia que s'havia sentit sola des que va perdre la custòdia del seu fill de 13 anys, Shane, que durant els dos anys anteriors havia volgut suïcidar-se, i que només el seu metge i psiquiatre la "mantenia viva". Un mes després d'aquesta publicació, Sinéad va aparèixer al programa de televisió Dr. Phil; segons el Dr. Phil, ella volia fer l'entrevista perquè volia "desestigmatitzar les malalties mentals", assenyalant la prevalença de problemes de salut mental entre els músics. Shane va morir el gener de 2022. Una setmana més tard, després d'una sèrie de tuits en què indicava que se suïcidaria, Sinéad va ser hospitalitzada i finalment es va trobar en el camí de la recuperació.
En una entrevista de 2020 va explicar que és agorafòbica i solitària i que li costa mantenir les amistats.
Aquell mateix any va anunciar que posposava la seva gira de 2021 per entrar en un programa d'un any per tractar els seus traumes i adiccions; aquest desig de centrar-se en la seva recuperació i benestar va ser a resultes de l'impacte que va causar-li la mort d'una amistat molt estimada.

### Sexualitat
En una entrevista de l'any 2000 a la revista lèsbica Curve, Sinéad va dir que era lesbiana: "Soc una dyke ... tot i que no he estat gaire oberta sobre això i durant la major part de la meva vida he sortit amb tios perquè no necessàriament m'he sentit molt còmoda sobre el fet de ser lesbiana. Però en realitat soc una dyke." No obstant això, poc després en una entrevista a The Independent, va declarar: "Crec que va ser una compensació excessiva per part meva de declarar-me lesbiana. No va ser un truc publicitari. Estava intentant que algú altre se sentís millor. I després m'he causat dolor a mi mateixa. No estic en una caixa de cap descripció". L'any 2005 va explicar a Entertainment Weekly: "Soc tres quartes parts heterosexual, una quarta part gai. M'inclino una mica més cap als tios peluts." En un article de revista i en el programa Ryan Confidential de RTÉ de 2003, va afirmar que, tot i que la majoria de les seves relacions sexuals havien estat amb homes, ha tingut tres relacions amb dones.
L'any 2011 va revelar a les xarxes la seva frustració sexual, afirmant que "Soc al cim de la meva excel·lència sexual i massa encantadora per viure com una monja. I és MOLT depriment." En una entrevista de 2021 va confessar que, d'ençà la seva histerectomia d'emergència el 2015, no havia mantingut relacions sexuals. Sobre la seva abstinència sexual, va dir: "L'últim home que va tocar el meu cos cos em va treure el sistema reproductor. (...) Des de llavors no he deixat que cap home toqui el meu cos de cap manera".

### Política
Dona suport a Irlanda Unida i va demanar al partit republicà d'esquerra Sinn Féin que fos "més valent"; el desembre de 2014 es va informar que s'havia unit al Sinn Féin. Sinéad ha demanat la "demolició" de la República d'Irlanda i la seva substitució per un nou país unit. També ha demanat que polítics clau del Sinn Féin com Gerry Adams dimitissin perquè "recorden a la gent la violència", fent referència al conflicte nord-irlandès.
En una entrevista de 2015 a la BBC, va desitjar que Irlanda hagués romàs sota el domini britànic (que va acabar després de la Guerra d'Independència d'Irlanda, excepte a Irlanda del Nord), perquè l'església es va fer càrrec del país. Després del referèndum sobre el Brèxit de 2016, Sinéad va escriure a Facebook: "Irlanda ja no és propietat oficial de Gran Bretanya".

### Religió
A finals de la dècada de 1990, el bisbe Michael Cox de l'Església Catòlica i Apostòlica Ortodoxa Irlandesa (un grup catòlic independent que no està en comunió amb l'Església Catòlica Romana) va ordenar-la sacerdotessa. L'Església Catòlica Romana considera que l'ordenació de les dones no és vàlida i afirma que una persona que intenta el sagrament de l'ordenació sobre una dona incorre en l'excomunió. El bisbe s'havia posat en contacte amb ella per oferir-li l'ordenació després de la seva aparició al Late Late Show de la RTÉ, durant la qual va dir al presentador, Gay Byrne, que si no hagués estat cantant, hauria volgut ser una sacerdotessa catòlica. Després de la seva ordenació, va indicar que volia anomenar-se Mare Bernadette Maria.
En una entrevista de juliol de 2007 a Christianity Today, va declarar que es considera cristiana i que creu en els conceptes cristians bàsics sobre la Trinitat i Jesucrist. Va dir: "Crec que Déu salva a tothom, tant si volen ser salvats com si no. Així que quan morim, tots anem a casa... No crec que Déu jutgi ningú. Ell estima tothom per igual". En una entrevista d'octubre de 2002, va acreditar la seva fe cristiana en donar-li la força per sobreviure i superar els efectes del seu maltractament infantil.
El 26 de març de 2010, va aparèixer a Anderson Cooper 360° per parlar de l'escàndol d'abús sexual catòlic a Irlanda. L'any següent va publicar un article d'opinió al Sunday Independent, en el qual va titllar el Vaticà com "un niu de diables" i va demanar l'establiment d'una "església alternativa", opinant que "Crist està sent assassinat per mentiders" al Vaticà. Poc després de l'elecció del papa Francesc va qualificar l'ofici del papa com un "ofici anticristià".
L'agost de 2018, a través d'una carta oberta, va demanar al papa Francesc que l'excomuniqués, tal com havia demanat anteriorment als papes Joan Pau II i Benet XVI. Aquell any va anunciar a les xarxes socials que havia abraçat l'islam, fet que era la "conclusió natural de qualsevol viatge teològic intel·ligent"; el canvi de nom pel de Shuhada' Sadaqat va ser acompanyat també per un canvi dràstic en la seva imatge i va començar a aparèixer coberta amb un hijab.

## Discografia
- 1987: The Lion and the Cobra
- 1990: I Do Not Want What I Haven't Got
- 1992: Am I Not Your Girl?
- 1994: Universal Mother
- 1997: Gospel Oak (EP)
- 1997: So Far... the Best of Sinéad O'Connor
- 2000: Faith and Courage
- 2002: Sean-Nós Nua
- 2003: She Who Dwells in the Secret Place of the Most High Shall Abide Under the Shadow of the Almighty
- 2005: Collaborations
- 2005: Throw Down Your Arms
- 2007: Theology
- 2012: How About I Be Me (and You Be You)?
- 2014: I'm Not Bossy, I'm the Boss
- 2019: No Mud No Lotus